# Jean-Louis Henry (homme politique)
Pour les articles homonymes, voir Henry.
Jean-Louis Henry, né le 3 novembre 1861 à Loqueffret (Finistère) et décédé le 27 février 1941 à Lennon (Finistère), est un homme politique français.

## Biographie
Agriculteur et apiculteur, il est conseiller municipal de Lennon en 1892 et maire de 1919 à 1935. Il est par ailleurs député du Finistère de 1924 à 1928, siégeant au groupe de l'Union républicaine démocratique.
Il est le rédacteur d'un manuel d'apiculture en breton : Ar gwenan, penos tenna diganto o mel heb o distruja. Ouvrage publié en 1906 à Carhaix aux Moullerez dre-dan ar bobl. 